# UCI Women's World Tour 2024
L'UCI Women's World Tour 2024 è stata la nona edizione del massimo circuito femminile di ciclismo, l'UCI Women's World Tour, organizzato dall'Unione Ciclistica Internazionale. Composto da ventinove gare, è iniziato il 12 gennaio 2024 in Australia con il Tour Down Under ed è terminato il 20 ottobre 2024 in Cina con il Tour of Guangxi.
Sono stati assegnati premi per la classifica individuale assoluta, la classifica individuale Under-23 e la classifica a squadre.

## Squadre
Le squadre detentrici di licenza UCI Women's World Tour per la stagione 2024 sono quindici.
| Cod. | Squadra                        | Biciclette  |
| ---- | ------------------------------ | ----------- |
| AGS  | AG Insurance-Soudal Team       | Specialized |
| CSR  | Canyon-SRAM Racing             | Canyon      |
| WNT  | Ceratizit-WNT Pro Cycling Team | Orbea       |
| FST  | FDJ-Suez                       | Lapierre    |
| FED  | Fenix-Deceuninck               | Canyon      |
| HPW  | Human Powered Health           | Felt        |
| TFS  | Lidl-Trek                      | Trek        |
| LAJ  | Liv AlUla Jayco                | Giant       |
| MOV  | Movistar Team                  | Canyon      |
| CGS  | Roland                         | Factor      |
| DSM  | Team DSM-Firmenich PostNL      | Scott       |
| SDW  | Team SD Worx-Protime           | Specialized |
| UAD  | UAE Team ADQ                   | Colnago     |
| UXT  | Uno-X Mobility                 | Dare        |
| TVL  | Team Visma-Lease a Bike        | Cervélo     |

## Calendario
Le gare in calendario sono 27 come l'anno precedente.
| N. | Data               | Evento                                            | Vincitrice           | Squadra                        | Leader della Cl. mondiale |
| -- | ------------------ | ------------------------------------------------- | -------------------- | ------------------------------ | ------------------------- |
| 1  | 12-14 gennaio      | Tour Down Under (2024)                            | Sarah Gigante        | AG Insurance-Soudal Team       | Sarah Gigante             |
| 2  | 27 gennaio         | Cadel Evans Great Ocean Road Race (2024)          | Rosita Reijnhout     | Team Visma-Lease a Bike        | Dominika Włodarczyk       |
| 3  | 8-11 febbraio      | UAE Tour (2024)                                   | Lotte Kopecky        | Team SD Worx-Protime           | Neve Bradbury             |
| 4  | 24 febbraio        | Omloop Het Nieuwsblad (2024)                      | Marianne Vos         | Team Visma-Lease a Bike        | Lotte Kopecky             |
| 5  | 2 marzo            | Strade Bianche (2024)                             | Lotte Kopecky        | Team SD Worx-Protime           | Lotte Kopecky             |
| 6  | 10 marzo           | Ronde van Drenthe (2024)                          | Lorena Wiebes        | Team SD Worx-Protime           | Lotte Kopecky             |
| 7  | 17 marzo           | Trofeo Alfredo Binda - Comune di Cittiglio (2024) | Elisa Balsamo        | Lidl-Trek                      | Lotte Kopecky             |
| 8  | 21 marzo           | Classic Brugge-De Panne (2024)                    | Elisa Balsamo        | Lidl-Trek                      | Lotte Kopecky             |
| 9  | 24 marzo           | Gand-Wevelgem (2024)                              | Lorena Wiebes        | Team SD Worx-Protime           | Lotte Kopecky             |
| 10 | 31 marzo           | Giro delle Fiandre (2024)                         | Elisa Longo Borghini | Lidl-Trek                      | Lotte Kopecky             |
| 11 | 6 aprile           | Parigi-Roubaix (2024)                             | Lotte Kopecky        | Team SD Worx-Protime           | Lotte Kopecky             |
| 12 | 14 aprile          | Amstel Gold Race (2024)                           | Marianne Vos         | Team Visma-Lease a Bike        | Lotte Kopecky             |
| 13 | 17 aprile          | Freccia Vallone (2024)                            | Katarzyna Niewiadoma | Canyon-SRAM Racing             | Lotte Kopecky             |
| 14 | 21 aprile          | Liegi-Bastogne-Liegi (2024)                       | Grace Brown          | FDJ-Suez                       | Lotte Kopecky             |
| 15 | 28 aprile-5 maggio | La Vuelta Femenina (2024)                         | Demi Vollering       | Team SD Worx-Protime           | Elisa Longo Borghini      |
| 16 | 10-12 maggio       | Giro dei Paesi Baschi (2024)                      | Demi Vollering       | Team SD Worx-Protime           | Elisa Longo Borghini      |
| 17 | 16-19 maggio       | Vuelta a Burgos (2024)                            | Demi Vollering       | Team SD Worx-Protime           | Demi Vollering            |
| 18 | 24-26 maggio       | RideLondon Classique (2024)                       | Lorena Wiebes        | Team SD Worx-Protime           | Demi Vollering            |
| 19 | 6-9 giugno         | Tour of Britain Women (2024)                      | Lotte Kopecky        | Team SD Worx-Protime           | Lotte Kopecky             |
| 20 | 15-18 giugno       | Giro di Svizzera (2024)                           | Demi Vollering       | Team SD Worx-Protime           | Demi Vollering            |
| 21 | 7-14 luglio        | Giro d'Italia Women (2024)                        | Elisa Longo Borghini | Lidl-Trek                      | Lotte Kopecky             |
| 22 | 12-18 agosto       | Tour de France (2024)                             | Katarzyna Niewiadoma | Canyon-SRAM Racing             | Demi Vollering            |
| 23 | 24 agosto          | Classic Lorient Agglomération (2024)              | Mischa Bredewold     | Team SD Worx-Protime           | Demi Vollering            |
| 24 | 6-8 settembre      | Giro di Romandia (2024)                           | Lotte Kopecky        | Team SD Worx-Protime           | Demi Vollering            |
| 25 | 6-13 ottobre       | Simac Ladies Tour (2024)                          | Lotte Kopecky        | Team SD Worx-Protime           | Lotte Kopecky             |
| 26 | 12-14 ottobre      | Tour of Chongming Island (2024)                   | Marta Lach           | Ceratizit-WNT Pro Cycling Team | Lotte Kopecky             |
| 27 | 17 ottobre         | Tour of Guangxi (2024)                            | Sandra Alonso        | Ceratizit-WNT Pro Cycling Team | Lotte Kopecky             |